# Sin and Bones
Sin and Bones es el quinto álbum de estudio de la banda de heavy metal Fozzy.Fue lanzado el 14 de agosto del 2012 mediante Century Media Records.

## Antecedentes
El cantante de la banda, Chris Jericho comentó:

Es el cliché típico, pero Sin And Bones es realmente lo mejor que hemos hecho.Hemos tomado el heavy metal ultra-melódico que ha caracterizado a Fozzy y lo llevamos al siguiente nivel. ¡Les garantizo que estas canciones le volarán la cabeza!

En el show previo a los premios Metal Hammer el 11 de junio, Fozzy tocó una de las canciones nueva, "Sandpaper". Durante una entrevista del Download Festival de 2012, Irvine dijo que Sin And Bones era su versión del Black Album, haciendo referencia al aclamado álbum homónimo de Metallica, lanzado en 1991.

## Lista de canciones
Todas las canciones escritas y compuestas por Rich Ward y Chris Jericho, excepto donde se indica lo contrario. 
| N.º   | Título                               | Escritor(es)                     | Duración |  |
| 1.    | «Spider in My Mouth»                 |                                  | 4:47     |  |
| 2.    | «Sandpaper» (featuring Matt Shadows) |                                  | 3:12     |  |
| 3.    | «Blood Happens»                      |                                  | 4:07     |  |
| 4.    | «Inside My Head»                     | Ward, Jericho, Billy Grey        | 4:02     |  |
| 5.    | «Sin and Bones»                      |                                  | 3:36     |  |
| 6.    | «A Passed Life»                      |                                  | 6:55     |  |
| 7.    | «She's My Addiction»                 |                                  | 3:22     |  |
| 8.    | «Shine Forever»                      |                                  | 5:45     |  |
| 9.    | «Dark Passenger»                     | Ward, Jericho, Grey, Terry Chism | 4:23     |  |
| 10.   | «Storm the Beaches»                  | Ward, Jericho, Grey, Chism       | 11:34    |  |
| 51:50 |                                      |                                  |          |  |

| Pistas adicionales |                                            |                                                     |          |  |
| N.º                | Título                                     | Escritor(es)                                        | Duración |  |
| 11.                | «Walk Amongst the Dead»                    |                                                     | 4:24     |  |
| 12.                | «Fairies Wear Boots» (Black Sabbath cover) | Tony Iommi, Bill Ward, Geezer Butler, Ozzy Osbourne | 6:18     |  |

## Personal
- Chris Jericho - voz
- Rich Ward - guitarra, coro
- Paul Di Leo - bajo
- Frank Fontsere - batería
- Billy Grey - guitarra
- Phil Campbell - solo de guitarra en "She's My Addiction"